# Mesoleius aulicus
Mesoleius aulicus là một loài tò vò trong họ Ichneumonidae.